# Palicourea leuconeura
Palicourea leuconeura är en måreväxtart som beskrevs av Paul Carpenter Standley. Palicourea leuconeura ingår i släktet Palicourea och familjen måreväxter. Inga underarter finns listade i Catalogue of Life.